# Gấu mặt ngắn khổng lồ
Gấu mặt ngắn khổng lồ hay gấu Arctodus (tiếng Hy Lạp, "gấu răng") là loài gấu đặc hữu đã tuyệt chủng trong khoảng thời gian Thế Pleistocen, kỷ băng hà có niên đại cách đây 3.000.000 - 11.000 năm trước đây. Đây là loài động vật có vú trên cạn ăn thịt lớn nhất trên Trái Đất từng được biết đến. Chúng sống ở đại lục Bắc Mỹ (nhất là ở khu vực bờ Tây Hoa Kỳ ngày nay) đầu giống với gấu xám Bắc Mỹ ngày nay nhưng to lớn hơn bất kỳ loài gấu nào khác.

## Phân loại tiến hóa

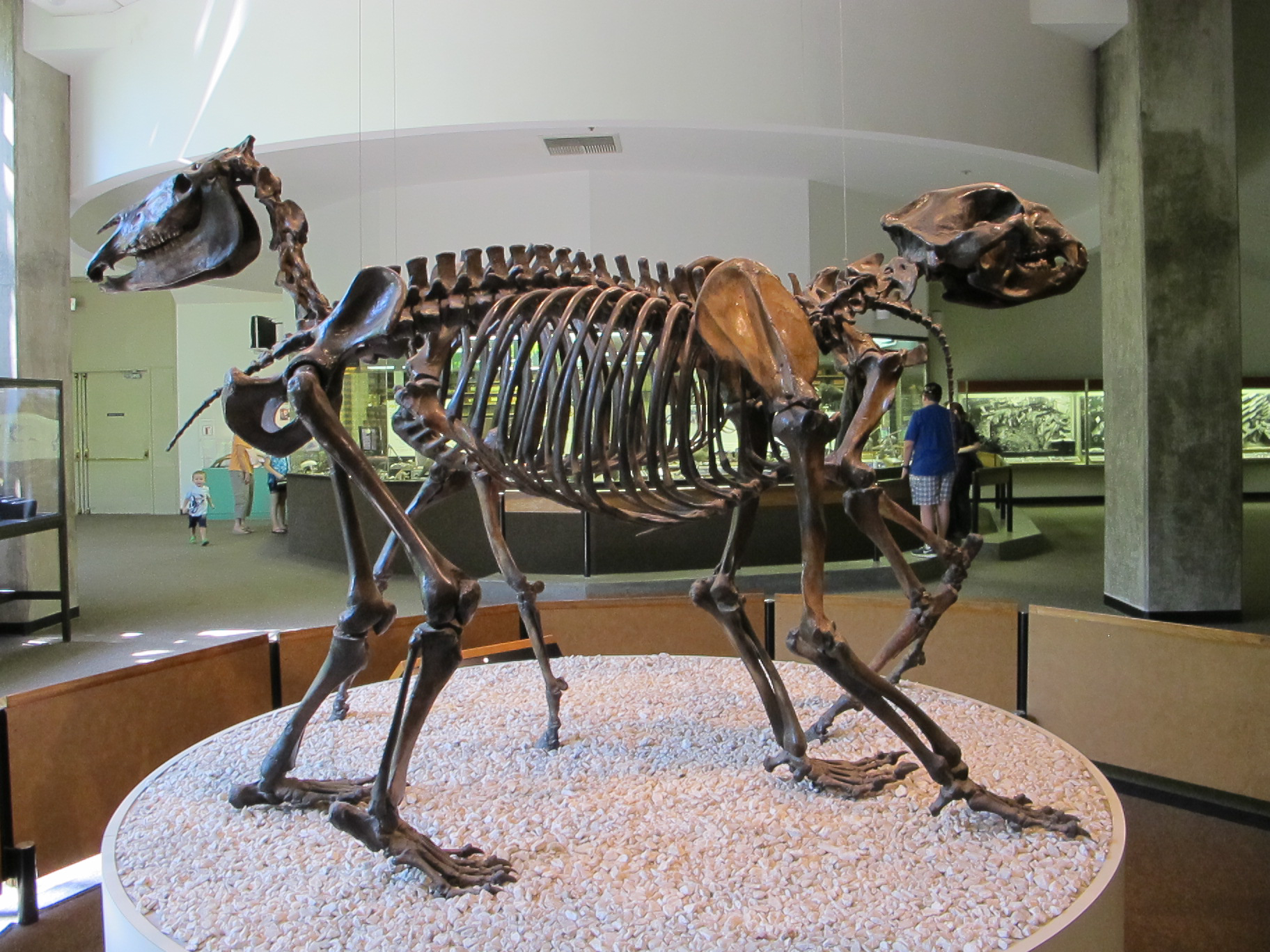
Một bộ xương hóa thạch của gấu mặt ngắn khổng lồ

Gấu mặt ngắn khổng lồ thuộc phân họ Tremarctinae, những loài gấu được tìm thấy ở khắp châu Âu và châu Mỹ. Những thành viên đầu tiên của phân họ này là loài gấu thuộc chi Plionarctos (Plionarctos edensis) sống tại các bang Indiana và Tennessee ngày nay trong Thế Miocen (Thế Trung Tân) kỷ Neogen (cách đây khoảng 10.000.000 năm). Chi này được coi là tổ tiên của gấu mặt ngắn khổng lồ và gấu mặt ngắn Andes (Tremarctos ornatus), Gấu hang Florida (Tremarctos floridanus) ngày nay. Cho đến nay, người ta vẫn chưa biết chính xác lịch sử ban đầu của gấu mặt ngắn khổng lồ nhưng chúng đã phổ biến trên lục địa Bắc Mỹ cách đây 800.000 năm, giai đoạn đóng băng Kansan, Thế Pleistocen. Chi gấu Nam Mỹ đã tuyệt chủng Arctotherium được coi là họ hàng gần nhất với gấu mặt ngắn khổng lồ bởi kích thước tương tự cùng một khuôn mặt tương đối ngắn

## Các loài

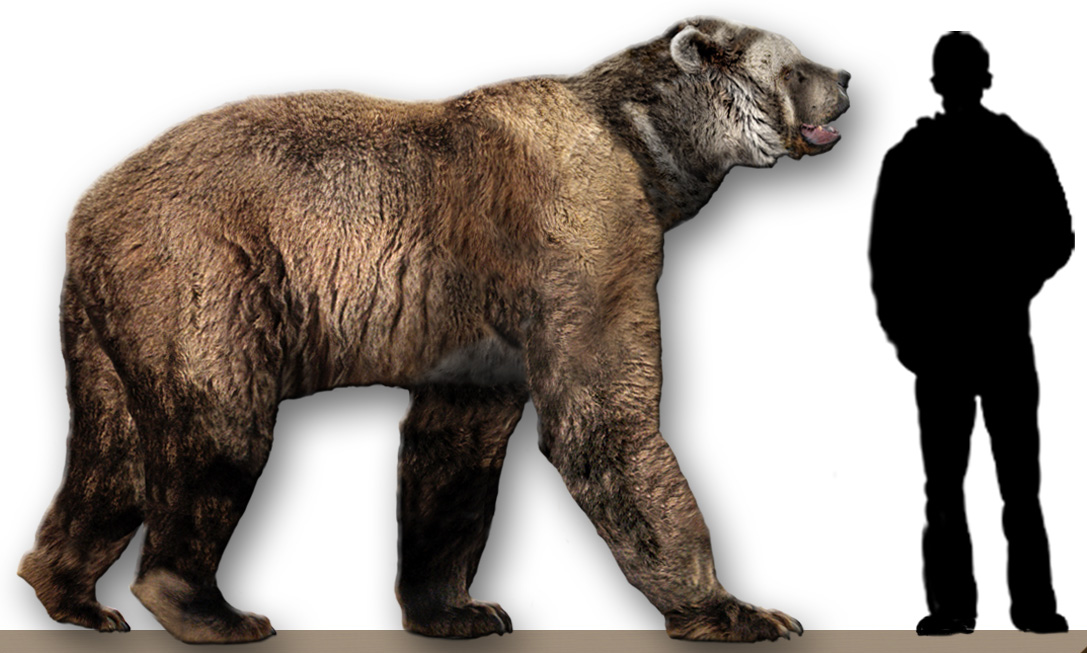
Kích thước của một con gấu phân loài Arctodus simus so với người

Gấu mặt ngắn khổng lồ gồm 2 loài: Arctodus simus và Arctodus pristinus.
Loài gấu mặt ngắn khổng lồ Arctodus simus xuất hiện lần đầu trong thế Pleistocen tại vùng Trung tâm Bắc Mỹ, khoảng 800.000 năm trước đây, kéo dài từ Alaska đến Mississippi ngày nay, và nó đã bị tuyệt chủng khoảng 11.600 năm trước đây. Hóa thạch của chúng lần đầu tiên được phát hiện tại hang Creek Potter, Quận Shasta, tiểu bang California. Đây là loài động vật có vú ăn thịt lớn nhất từng sống tại Bắc Mỹ. Trong một nghiên cứu gần đây, khối lượng của 6 mẫu vật tìm được đã được ước tính một phần ba trong số chúng có trọng lượng khoảng 900 kg, lớn nhất lên tới 957 kg, chiều cao có thể đạt đến 4,6 m (15 ft). Trên các bức tường trong hang động Riverbluff là những dấu hiệu chứng minh kích thước khổng lồ của chúng.
Arctodus pristinus (cách đây 3 - 2.2 triệu năm), với hai mẫu vật tìm được cho thấy là của hai con gấu có trọng lượng khoảng 500,7 kg (1.100 lb) và 63,6 kg (140 lb). Loài này sống nhiều ở khu vực phía Nam Bắc Mỹ từ phía bắc bang Texas đến phía Đông bang New Jersey, và Aguascalientes (México) ngày nay., nhất là ở Tây Nam bang Florida, ở sông Santa Fe 1 thuộc Quận Gilchrist.

## Đặc điểm

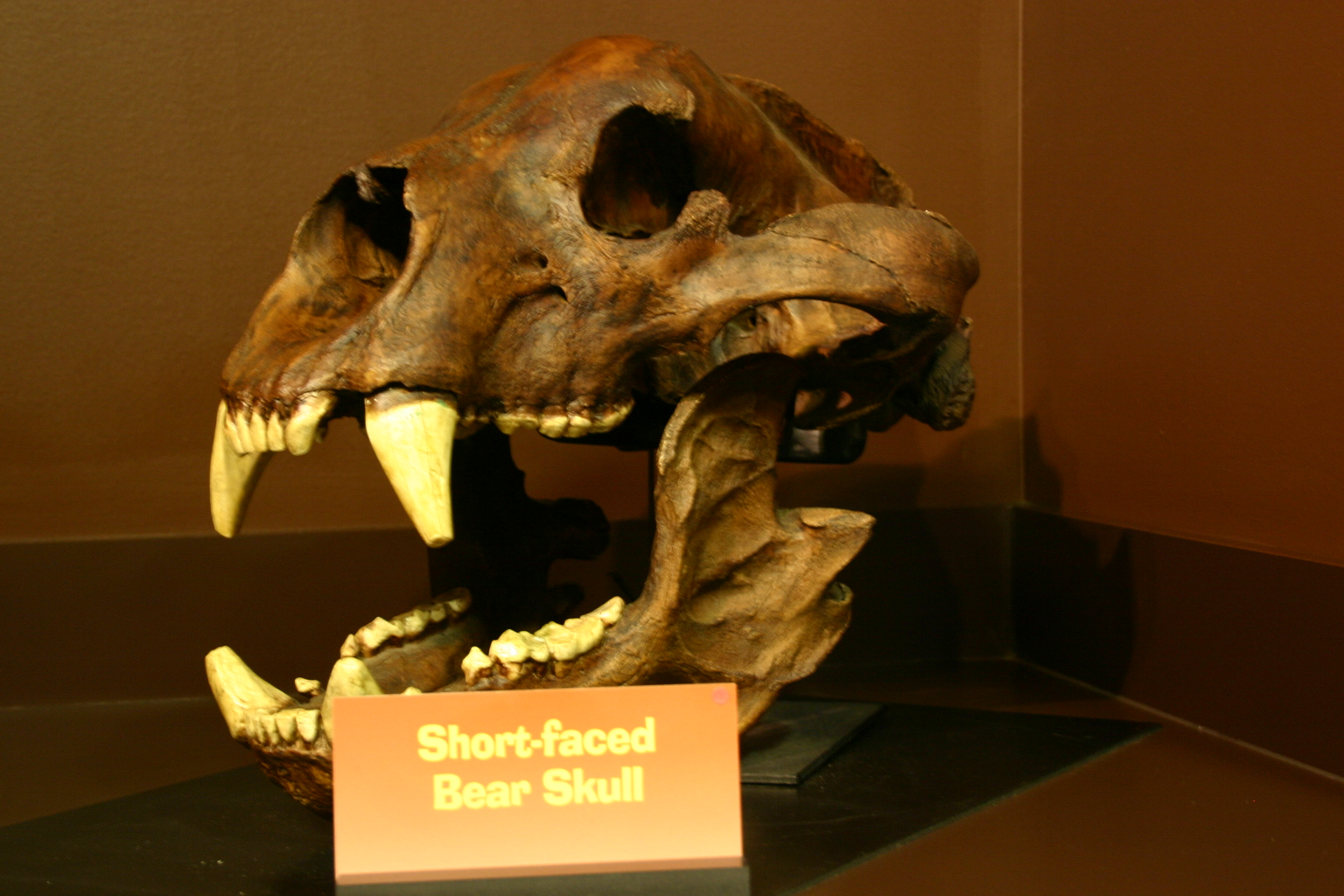
Hộp sọ

Những phân tích cho thấy, xương của gấu mặt ngắn khổng lồ có nồng độ Nitơ-15 cao, một đồng vị bền của Nitơ, tích lũy do việc tiêu hóa thịt, chứng tỏ chúng là loài động vật hoàn toàn ăn thịt, không có dấu hiệu nào của việc ăn các loài thực vật. Và người ta ước tính, để tồn tại, mỗi ngày A. simus phải ăn tới 16 kg thịt (35,3 lb)
Nhờ cơ thể to lớn, chúng là loài ăn thịt đáng sợ đối với các loài động vật có vú khác trong thế Pleistocene. Các chi của chúng khá mảnh dẻ, dài khiến chúng có thể di chuyển với tốc độ 50–70 km mỗi giờ, săn được những loài động vật nhanh nhẹn khác như ngựa thảo nguyên, linh dương Saiga giống như một con báo châu Phi, tuy nhiên cấu tạo xương cùng với việc cơ thể khổng lồ khiến cho chúng không thể giết chết con mồi một cách nhanh chóng, một điều cần thiết của những loài động vật ăn thịt. Tiến sĩ Paul Matheus, nhà cổ sinh vật học tại Đại học Alaska Fairbanks, xác định gấu mặt ngắn khổng lồ di chuyển với nhịp chuyển động giống như là lạc đà, ngựa, và gấu ngày nay, làm cho nó di chuyển dựa trên độ bền hơn so với việc di chuyển với tốc độ nhanh.. Một số ý kiến khác cho rằng chúng ăn tạp giống như gấu hang, ăn bất cứ thứ gì ăn được chúng tìm thấy, kể cả thực vật.
Gấu mặt ngắn khổng lồ đã tuyệt chủng khoảng 12.000 năm trước đây, có lẽ một phần vì một số con mồi lớn của nó đã tuyệt chủng trước đó, và một phần cũng vì cạnh tranh với những loài săn mồi nhỏ hơn, ăn tạp và thích nghi hơn như gấu nâu đã di cư tới Bắc Mỹ từ đại lục Á-Âu. Một yếu tố nữa là việc chúng bị săn bắn bởi những người dân bản địa thuộc nền Văn hóa Clovis dẫn tới việc gấu mặt ngắn khổng lồ bị tuyệt diệt.

## LIên kết ngoài
- Gấu mặt ngắn khổng lồ tại Encyclopedia of Life
- Ancient mitochondrial DNA reveals convergent evolution of giant short-faced bears (Tremarctinae) in North and South America Biology Letters Volume 12(4); 2016 Apr doi:10.1098/rsbl.2016.0062